# Antoni Torres García
Antoni Torres García. fue un futbolista español de los años 60 y 70. Nació el 29 de julio de 1943 en Balaguer (Lérida). Falleció en Barcelona el 24 de febrero de 2003, a los 59 años de edad, a causa de un cáncer. 

## Trayectoria

### Como jugador
Desarrolló la mayor parte de su carrera deportiva en el F. C. Barcelona, equipo en el que jugó 479 partidos como titular, jugando en la demarcación de defensa libre o líbero, durante 11 años, entre 1965 y 1976. A pesar de marcar tan solo 7 goles con el F. C. Barcelona es el undécimo jugador en la lista de jugadores que más partidos oficiales ha disputado con el F. C. Barcelona en la historia del club (475).
Antes de fichar por el F. C. Barcelona, en 1965, jugó en el Hércules de Alicante, club en el que ya destacó como defensa central. De hecho, el 4 de septiembre de 1965, y en los prolegómenos del partido F. C. Barcelona-Real Sociedad, recibió el premio que lo acreditaba como mejor futbolista de la Liga española de fútbol de la temporada anterior en su demarcación.
Se retiró como futbolista en la temporada 1975-1976. El 1 de septiembre de 1976 recibió un homenaje organizado por el F. C. Barcelona, junto a sus compañeros Joaquim Rifé y Salvador Sadurní. Se jugó un partido en el Camp Nou entre el club catalán y el Stade de Reims francés, que ganó el Barcelona por dos a cero.

### Como entrenador
Una vez retirado como jugador se sacó el título de entrenador. De 1976 a 1978 entrenó al FC Barcelona Amateur. La temporada 1978/79 fue nombrado entrenador del FC Barcelona Atlètic. Dirigió al filial hasta abril de 1979, cuando saltó al primer equipo como ayudante de Joaquim Rifé. Esa temporada concluyó con la conquista de la Recopa de Europa.
Joaquim Rifé fue cesado a mitad de la temporada 1979/80 y Torres volvió a ponerse al frente del filial la campaña 1980/81, ocupando el cargo durante tres temporadas.
En 1984 fundó una prestigiosa escuela de fútbol para jóvenes en Barcelona, llamada Escuela TARR, y que recibe su nombre de las iniciales de sus cuatro socios fundadores: los exjugadores del FC Barcelona Torres, Asensi, Rexach y Rifé.

## Selección nacional
Fue cinco veces internacional con la Selección española de fútbol, entre 1968 y 1969.

## Palmarés
- 1 Copa de Ferias: 1965-1966.
- 2 Copas del Generalísimo: 1967-1968, 1970-1971.
- 1 Liga: 1973-1974.